# Bilobeyrichia
Bilobeyrichia is een geslacht van uitgestorven kreeftachtigen uit de klasse van de Ostracoda (mosselkreeftjes).

## Soort
- Bilobeyrichia jachalensis Baldis & Rossi De Garcia, 1975 †